# Lancia
Lancia  je talijanska tvornica automobila iz Torina koju je 1906. osnovao Vincenzo Lancia te je 1969. postala dio Fiat Grupe.

## Povijest
Talijan Vincenzo Lancia pokrenuo je tvornicu automobila Lancia 1906. godine. Već 1907. napravljen je prvi model nazvan Alpha koji se odlikovao visokom konkretnom snagom, snagom motora i prednjom osovinom koja se činila tradicionalnom, ali je bila veoma inovativna. Umjesto puno konja bila je napravljena u obliku cijevne strukture.
- 1913. godine predstavljen je model Theta koja je bila prva u Europi s ugrađenim električnim sistemom.
- U bližoj prošlosti u 1986. Lancia je predstavila Lanciu Deltu koja je u svoje vrijeme bila jedan od najboljih automobila za rally utrke.
- 1987.godine Lancia je predstavila Lancia Themu i Lanciu Themu 8.32 koja je proizvođena s motorom od Ferrari Dina.
- 1990. godine Lancia se okreće proizvodnji većih i suvremenijih automobila. Tada je izašla Lancia Dedra s intercoolerom, boost-driveom i turbochargerom.
- Četiri godine poslije 1994. predstavljena je Lancia k (kappa) s 5 cilindra, in-line modularnim motorima (dva benzinska i dva turbo-dizelska).
- 1995. izlazi mali automobil  Lancia Y (ipsilon),  koji je svojim izgledom bio predodređen za ženski spol. Premijeru je imao 1985 godine u Ženevi, zamišljen je kao prirodni nasljednik uspješnog Autobianchija A112. Prvobitno se proizvodio pod imenom Autobianchi Y10 i pod tim imenom je uveden na talijansko tržište dok je za europsko tržište izlazio pod imenom Lancia Y10.
- 1996. godine na scenu izlazi Lancia k u SportWagon izvedbi koja je imala novi Nivomat pneumatski sustav.

## Trenutni modeli
- Lancia Ypsilon

## Modeli koji se više ne proizvode
- Lancia 037/Lancia Rally
- Lancia Appia (1953-1963)
- Lancia Aprilia (1937-1948)
- Lancia Ardea (1939-1953)
- Lancia Artena (1931-1943)
- Lancia Astura (1931-1939)
- Lancia Augusta (1932-1937)
- Lancia Aurelia (1950-1958)
- Lancia Beta (1972-1984)
- Lancia Dedra (1989-1999)
- Lancia Delta (1979-1994)
- Lancia Dilamda (1928-1938)
- Lancia Fulvia Dunja (1971)
- Lancia Flaminia
- Lancia Flavia
- Lancia Fulvia (1963-1976)
- Lancia Gamma (1976-1984)
- Lancia Hyena
- Lancia Kappa (1994-2001)
- Lancia Lambda (1922-1931)
- Lancia Monte Carlo / Lancia Scorpion (1974-1981)
- Lancia Prisma  (1982-1990)
- Lancia Stratos (1974-1975)
- Lancia Thema (1984-1994)
- Lancia Theta (1913-1918)
- Lancia Y10 (1984-1995)
- Lancia Zagato
- Lancia Zeta (1912-1916)
- Lancia Lybra (1998-2005)
- Lancia Y
- Lancia Musa
- Lancia Delta
- Lancia Thesis
- Lancia Phedra

## Poveznice
- Vincenzo Lancia (engl.)
- Lancia forum Hrvatska  Arhivirana inačica izvorne stranice od 14. ožujka 2007. (Wayback Machine)